# Picolino
Chilly Willy, conhecido como Picolino no Brasil, é um personagem de desenho animado, um pinguim antropomórfico, criado pelo animador Paul J. Smith nos estúdios de Walter Lantz em 1953, como parte do show do Pica-Pau. Picolino alcançou um relativo sucesso, chegando a ser o segundo personagem mais popular de Walter Lantz e da Universal Studios, perdendo apenas para o Pica-Pau. Apesar de ser anterior às décadas de 70 e 80, foi muito reprisado nesta época, aparecendo até hoje na TV.

## Descrição
Picolino é um pequeno pinguim que mora no Polo Sul em um iglu com vista pro mar, apesar de não gostar do frio. Adora comer peixe e se manter aquecido, o que acaba por sempre metê-lo em confusão, mas está sempre pronto para ajudar o seu amigo Pica-Pau, mesmo morando no Polo Sul. É conhecido por sempre usar um gorro vermelho e branco, o qual nunca tira pois faz parte de seu corpo.
Picolino adora roubar os peixes de Leôncio (uma morsa sueca, inimiga do Pica-Pau) para dar pros pobres, e vive incomodando o cachorro alemão Smedley. Nos últimos desenhos da série, Picolino passa a ter outro amigo, um urso-polar russo chamado Maxie. Outro personagem recorrente nos desenhos de Picolino é um albatroz polonês chamado Albo.
Nos desenhos mais antigos, o Picolino falava. Hoje em dia, ele só fala cochichando no ouvido de outros personagens. A nova mudança agradou em cheio aos fãs, que dizem que, isto ajudou a tornar o personagem muito expressivo. Sua aparição dos desenhos antigos foi até 1972, ano que Lantz fechou o estúdio. Na série de 1999, Picolino usa telefone, televisão e internet, para sua comodidade, e ganhou uma namorada, Chilly Lilly.
Na websérie do Pica-Pau, Picolino se comporta como em suas aparições nos desenhos antigos, mas ele agora só tem gemidos de um pinguim fictício de desenho animado e se comunica por libras, embora ele ainda fale se cochichar no ouvido dos outros personagens. Em suas novas aparições nos episódios, Picolino não apenas inferniza Leôncio e Zeca Urubu, mas também o próprio Pica-Pau. Na webssérie, teve a voz de Brad Norman e Dee Bradley Baker.

## Lista de episódios
Episódios 1953 - 1972 
| Ano  | #   | Título em português                | Título original |
| ---- | --- | ---------------------------------- | --- |
| 1953 | 001 | Picolino (Piloto)                  | Chilly Willy (episódio com duas dublagens: a primeira, feita pela BKS, foi feita por Cecília Lemes, posteriormente extinta) e pela Álamo (com a voz de Zezinho Cutolo) |
| 1954 | 002 | Mas que Frio!                      | I'm Cold |
| 1955 | 003 | A Lenda do Pico da Canção de Ninar | The Legend of Rockabye Point |
| 1955 | 004 | Pinguim Quente e Frio              | Hot and Cold Penguin |
| 1956 | 005 | Caloteiro Dorminhoco               | Room and Wrath |
| 1956 | 006 | Segure Estas Pedras                | Hold That Rock |
| 1957 | 007 | Operação Pé Frio                   | Operation Cold Feet |
| 1957 | 008 | O Grande Cochilo                   | The Big Snooze |
| 1957 | 009 | Miscelânea Suíça                   | Swiss Miss-Fit |
| 1958 | 010 | Praga Polar                        | Polar Pests |
| 1958 | 011 | Uma Recepção Fria                  | A Chilly Reception |
| 1958 | 012 | Essa Vida de Artista               | Little Tellevillain |
| 1959 | 013 | Robinson Repulsivo                 | Robinson Gruesome |
| 1959 | 014 | Polícia Montada em Ação            | Yukon Have It |
| 1960 | 015 | Um Pinguim para Atrapalhar         | Fish Hooked |
| 1961 | 016 | Mais Peixe para Willy              | Clash and Carry |
| 1961 | 017 | O Rinque de Patinação              | St. Moritz Blitz |
| 1961 | 018 | Trutas Tratantes                   | Tricky Trout |
| 1962 | 019 | Peripécias de um Pelicano          | Mackerel Moocher |
| 1963 | 020 | O Peixe Tentador                   | Fish and Chips |
| 1963 | 021 | Pesca de Salmões                   | Salmon Loafer |
| 1963 | 022 | Pelicano Indigesto                 | Pesky Pelican |
| 1964 | 023 | Com a Barriga Roncando             | Deep-Freeze Squeeze |
| 1964 | 024 | O Faroleiro                        | Lighthouse Keeping Blues |
| 1965 | 025 | Uma Soneca Gelada                  | Ski-Napper |
| 1965 | 026 | Amizade Interrompida               | Fractured Friendship |
| 1965 | 027 | Alasca Mal-passado                 | Half-Baked Alaska |
| 1965 | 028 | Uma Peste de Hóspede               | Pesty Guest |
| 1966 | 029 | Lar do Gelar                       | Snow Place Like Home |
| 1966 | 030 | Os Parceiros do Polo Sul           | South Pole Pals |
| 1966 | 031 | O Susto Polar                      | Polar Fright |
| 1966 | 032 | Isto é que é Gostar de Atum        | Teeny Weeny Meany |
| 1967 | 033 | Marinheiro Na Marra                | Operation Shanghai |
| 1967 | 034 | O Vicking Congelado                | Vicious Viking |
| 1967 | 035 | Tempo Quente no Gelo               | Hot Time On Ice |
| 1967 | 036 | Chilly e o Lenhador                | Chilly And The Woodchopper |
| 1967 | 037 | Chilly, o Chapa                    | Chilly Chums |
| 1968 | 038 | Os Lobos do Mar                    | Under Sea Dogs |
| 1968 | 039 | Carona Complicada                  | Highway Hecklers |
| 1969 | 040 | Som Pauleira É Isso Aí             | Chiller Dillers |
| 1969 | 041 | Projeto Mal Projetado              | Project Reject |
| 1969 | 042 | Picolino e o Albatroz              | Chilly And The Looney Gooney |
| 1969 | 043 | Um Sono de Urso                    | Sleepy Time Bear |
| 1970 | 044 | Pouso sem Repouso                  | Gooney's Goofy Landings |
| 1970 | 045 | Folias no Gelo                     | Chilly's Ice Folly |
| 1970 | 046 | A Guerra Fria do Picolino          | Chilly's Cold War |
| 1971 | 047 | Albatroz, um Alvo Atroz            | A Gooney Is Born |
| 1971 | 048 | Pronta Entrega Aérea               | Airlift A La Carte |
| 1971 | 049 | O Esconderijo de Picolino          | Chilly's Hide-A-Way |
| 1972 | 050 | Uma Fria No Polo                   | The Rude Intruder |

## Prêmios
Picolino recebeu um prêmio "Academy Award Nominee" pelo curta-metragem A Lenda do Pico da Canção de Ninar (The Legend of Rockabye Point).

## Dubladores de Picolino

### Estados Unidos
- Sara Berner (1953)
- Daws Butler (1954-1972)
- Bonnie Baker (1955-57, música-tema)
- Grace Stafford (1963, curta "Pesky Pelican")
- Frank Welker (1999-2003)
- Brad Norman (2018)
- Dee Bradley Baker (2020-presente)

### Brasil
- Olney Cazarré (1967, curta "Fish Hooked")
- Ivete Jayme (1977-78)
- Cecília Lemes (Início da década de 1980, curta "Chilly Willy")
- Zezinho Cutolo (1984-85/1989, redublagem do curta "Chilly Willy")

### De outros personagens

#### Urso Polar Max

##### Estados Unidos
- Daws Butler (1957, curta "Operation Cold Feet"/1966-1972)

##### Brasil
- Francisco Borges (1967, curta "Operation Cold Feet")
- Borges de Barros (1977, curta "Polar Fright")
- José Soares (1978, curta "Chilly Chums")
- Jorge Barcellos (1984-85)

#### Albatroz Albo

##### Estados Unidos
- Daws Butler (1969-1972)

##### Brasil
- Líbero Miguel (1984)
- Hélio Vaccari (1985)

## Emissoras de televisão

### Brasil
- Rede Tupi (anos 1960)
- RecordTV (1968-1970, anos 1970, 2007-2009 e 2016 - presente)
- TVS-SBT (1981-2002)
- Rede Globo (2003-05)
- Jetix e Boomerang (2006-09)

### Estados Unidos e Portugal
- ABC (1957-1960)
- NBC (1970-72)
- FOX (1999-2003)
- Record Europa (2006-)